# Dorcadion brenskei
Dorcadion brenskei là một loài bọ cánh cứng trong họ Cerambycidae.